# Mr. Smith Goes to Washington
Mr. Smith Goes to Washington è una serie televisiva statunitense in 25 episodi trasmessi per la prima volta nel corso di una sola stagione dal 1962 al 1963.
È una sitcom ambientata a Washington e incentrata sulle vicende del senatore Eugene Smith (interpretato da Fess Parker). È basata sul film Mr. Smith va a Washington del 1939.

## Personaggi e interpreti

### Personaggi principali
- Sen. Eugene Smith (25 episodi, 1962-1963), interpretato da Fess Parker.

### Personaggi secondari
- Zio Cooter (9 episodi, 1962-1963), interpretato da Red Foley.
- Pat Smith (8 episodi, 1962-1963), interpretata da Sandra Warner.
- Arnie (4 episodi, 1962-1963), interpretato da Stan Irwin.
- Miss Kelly (4 episodi, 1962-1963), interpretata da Rita Lynn.
- Bobo Bowman (2 episodi, 1962-1963), interpretato da Kip King.
- Harris (2 episodi, 1962-1963), interpretato da Tyler McVey.
- Henson (2 episodi, 1962-1963), interpretato da Del Moore.
- Claude (2 episodi, 1963), interpretato da Jim Nabors.

## Produzione
La serie, ideata da Hal Stanley, fu prodotta da Hal Stanley per la Screen Gems e la Starstan-Fespar Productions Tra i registi è accreditato Claudio Guzmán.

## Distribuzione
La serie fu trasmessa negli Stati Uniti dal 29 settembre 1962 al 16 marzo 1963 sulla rete televisiva ABC.

## Episodi
| Stagione                                | Episodi | Prima TV USA |
| --------------------------------------- | ------- | ------------ |
| Episodi di Mr. Smith Goes to Washington | 25      | 1962-1963    |